# Фролк, Роберт Фредерик
Роберт Фредерик Фролк (англ. Robert Frederick Froehlke; 15 октября 1922, Нина, штат Висконсин, США — 17 апреля 2016, Скотсдейл, штат Аризона, США) — американский государственный деятель, министр армии США (1971—1973).

## Биография
После окончания средней школы в Маршфилде в 1943 году начал службу армию США, принимал участие в  боевых действиях Второй мировой войны в Европе.  Вышел в отставку в 1946 году в звании капитана.
В 1949 году окончил юридический факультет Висконсинского университета в Мадисоне. Затем с 1949 по 1950 год работал адвокатом в юридической фирме MacDonald and MacDonald. Также преподавал на юридическом факультете Университета Висконсина. С 1950 по 1969 год работал в юридическом отделе страховой компании Sentry Insurance Company.
В 1969—1971 годах занимал должность начальника отдела (помощника министра обороны), отвечал за направление военной разведки. Кроме того, он также был председателем совета министерства по рассмотрению вопросов специальных расследований.
В 1971—1973 годах — министр армии США. В этот период из Вьетнама были выведены остававшиеся там армейские подразделения, были изменены правила комплектования контрактной службы, был расформирован военный контингент с острова Рюкю, произошел отказ от административной функции гражданской обороны, а также в соответствии с международными договорами были закрыты объекту по созданию биологического оружия;
После ухода в отставку в 1973 году снова вернулся в страховую компанию Sentry Corporation, до 1979 года занимал пост ее президента. С 1975 по 1980 год занимал пост президента Американской ассоциации медицинского страхования, а с 1980 по 1982 год — президента Американского совета по страхованию жизни. С 1982 по 1987 году являлся председателем Общество справедливого страхования жизни Соединенных Штатов (Equitable Life Assurance Society of the United States). В 1987 году он был назначен президентом и главным исполнительным директором компании IDS Group Mutual Fund.
В 1993 году вышел в отставку, проживал в Миннеаполисе, где активно занимался сбором средств на гражданские и благотворительные цели.